# Elisha Baxter
Elisha Baxter (Forest City, 1º settembre 1827 – Batesville, 31 maggio 1899) è stato un politico e giudice statunitense, decimo governatore dello Stato dell'Arkansas dal 1873 al 1874.

## Biografia
Baxter nacque a Forest City, nella contea di Rutherford, nella Carolina del Nord. Cercò di essere ammesso come cadetto all'Accademia militare degli Stati Uniti a West Point ma il padre di Baxter, William Baxter, si oppose fermamente e il figlio abbandonò presto l'idea.
Baxter tornò a casa e divenne un uomo d'affari. Gestì un'attività commerciale di successo nella contea di Rutherford con suo cognato Spenser Eaves.
Nel 1852, Baxter si trasferì a Batesville, in Arkansas, e si diede al commercio mercantile con suo fratello, Taylor A. Baxter. Presto fallì. Baxter si unì quindi al partito Whig e fu eletto sindaco di Batesville nel 1853. Un anno dopo fu eletto rappresentante della contea di Independence alla decima assemblea generale. Studiò legge e, nel 1856, fu ammesso alla corte dell'Arkansas. Fu rieletto alla Camera nel 1858 e servì due mandati per la contea di Independence, lasciando nel 1860.
All'inizio della guerra civile americana, Baxter rifiutò di combattere per la Confederazione e tentò di fuggire nel Missouri. Fu catturato e processato per tradimento. Scappò a nord e si unì al 4th Arkansas Mounted Infantry, in servizio come colonnello di quel reggimento.
Nel 1864, dopo che l'Arkansas fu occupata dalle truppe dell'Unione, Baxter fu nominato Giudice Supremo della Corte Suprema dell'Arkansas. Nel 1868 l'assemblea legislativa per la ricostruzione elesse lui e Andrew Hunter al Senato degli Stati Uniti, ma non fu nominato. Ci fu una polemica al Congresso a causa del rifiuto degli stati del sud di estendere la franchigia ai liberti. Dal 1868 al 1872, Baxter prestò servizio come giudice.
Nel 1872, Baxter fu eletto governatore repubblicano dell'Arkansas ai danni di Joseph Brooks in una controversa elezione che portò alla cosiddetta guerra Brooks-Baxter. Baxter fu fisicamente rimosso dall'ufficio del governatore da Brooks e dalla milizia di stato a lui fedele.
Durante il suo mandato, i delegati statali approvarono una nuova costituzione che accorciò il mandato del governatore e ripristinò la franchigia per gli ex confederati. Baxter rifiutò di accettare la nomina del 1874 a governatore. A causa della privazione della maggioranza dei neri nel 1890, il Partito Repubblicano vide ridursi il suo elettorato in Arkansas. I democratici istituirono dunque uno Stato a partito unico sopravvissuto fino agli anni 1960. Baxter fu l'ultimo governatore repubblicano ad essere eletto in Arkansas fino all'avvento di Winthrop Rockefeller nel 1967, quando il Partito Repubblicano iniziò una rinascita.
Dopo aver lasciato l'ufficio, Baxter tornò nella sua fattoria vicino a Batesville. Corse per una posizione nella Camera dei rappresentanti dell'Arkansas nel 1878 ma non ebbe successo.
Nel 1849 Baxter sposò Harriet Patton (1828–1898), anch'ella della contea di Rutherford, e insieme ebbero sei figli: Millard Patton (1850–1925), Edward Adolphus (1853–1941), Katherine Miller (1856–1921), George Elisha Baxter (1859–1906), Harriet Orra Baxter (1866–1894) e Fannie E. (1870–1873).
Baxter era fratello del giudice federale John Baxter e zio del governatore territoriale del Wyoming, George W. Baxter.